# 趙文奎 (1921年)
趙文奎（1921年—2007年2月12日），京劇演員，工淨行，中國共產黨員，中國國家一級演員，上海京劇院離休人員。
他是樣板戲《海港》的淨行主演，有唱片和彩色電影行世（電影版和鋼琴弦樂五重奏伴唱版唱片江青指定李長春代唱）。